# Подольчак, Игорь Владимирович
Игорь Владимирович Подольчак (укр. Ігор Подольчак, англ. Ihor (Igor) Podolchak, пол. Ihor Podolczak; род. 9 апреля 1962) — украинский режиссёр, сценарист, продюсер, живописец, график, фотограф, куратор современного искусства. Член Украинской Киноакадемии. Участник и лауреат многочисленных международных выставок. Сооснователь творческого объединения «Фонд Мазоха» (вместе с Романом Виктюком и Игорем Дюричем) и соавтор всех его художественных акций и проектов. Живёт и работает в Киеве и во Львове. Представитель Новой украинской волны.

## Биография
Родился 9 апреля 1962 года во Львове, Украина в семье интеллигентов: отец — историк по образованию, мать — журналист. В 1979 году закончил львовскую среднюю школу № 9. В тому же году поступил на факультет «Интерьер и оборудование» Львовского государственногог института прикладного и декоративного искусства (теперь Львовская национальная академия искусств), который закончил в 1984 году с отличием. Вместе с Подольчаком учились Олег Тистол, Павел Керестей и Николай Маценко. С 1984 по 1985 год проходил службу в пограничных войсках. С 1985 по 1986 год работал в Художественном Фонде Союза художников Украины. С 1986 года — свободный художник и куратор современного искусства. Участник и лауреат многочисленных международных выставок, организовал и провел ряд международных выставок в России, Украине, США, Норвегии.
После основания Фонда Мазоха, вместе с Игорем Дюричем, активно проводит разнообразные художественные акции в России, Украине, Германии. С 1997 года занимается комплексным проектированием визуально-имиджеваой компоненты политических избирательных кампаний на Украине и в России. Начиная с 2006 года пишет сценарии, снимает и продюсирует кинофильмы. Снял две полнометражные картины: Las Meninas, Delirium.
В 2014 году журнал «Forbes Украина» признал Игоря Подольчака одним из 10 самых выдающихся кинорежиссёров Украины.

## Художественное творчество
Подольчак работает в разных жанрах изобразительного искусства — живопись, графика, фотография, видеоарт, художественные акции. В начале карьеры превалировала графика, а со средины 90-х делает художественные акции и перформансы, с конца 90-х видеоарт.

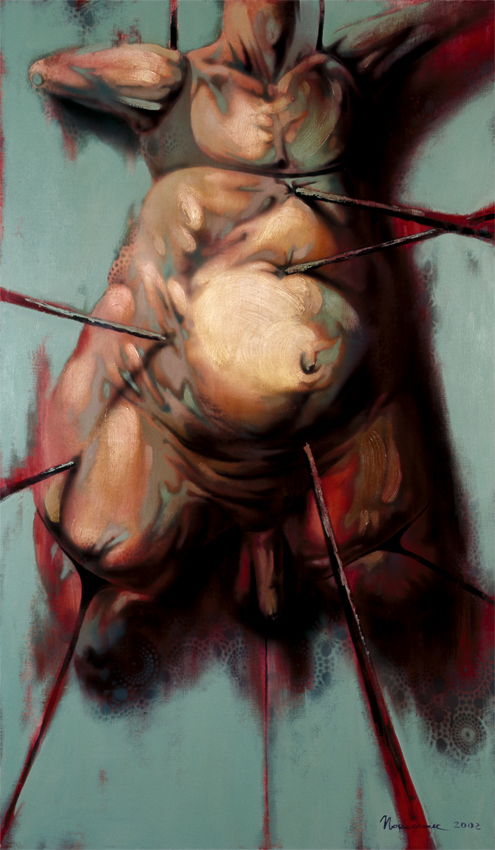
С. С. 2002, акрил, холст, 75х130 см

В центре творчества Подольчака находится человеческое тело в разных его проявлениях, взаимоотношениях с другими телами, а также в разных стадиях разложения. В художественном развитии темы разложения и тлена фигурируют исключительно два типа материи, две определённые формации «плоти» — человеческая и архитектурная. Именно они — вместилища разного рода энергий, соединения разнообразных семиотических кодов — наиболее ярко демонстрируют проявления регрессивных сил. Склонность к метаморфозам разложения раскрывает и, по-особенному, мифологизирует «телесность» этих двух организмов, а непостоянство точки зрения на их отношения в этом состоянии (колебания от аллегории до триллера), постоянно совершенствует иконографию эстетики Подольчака в общем.
В калейдоскопе инверсий, в культурологическом «зазеркалье» деформируется не принцип их отношений, а форма, которую эти отношения приобретают. По-новому организованные схемы коммуникации локализуются в области экспертизы маргинального опыты физиологических наслаждений, которые нарушают, или вовсе игнорируют копулятивный цикл сексуального акта. Стилистически, формула рафинированной гротескной эстетики воссоздает внутреннюю связь слияния смерти и наслаждения («танатический гедонизм») в европейском барокко. В определённом значении эта искаженная, автоскопическая галлюцинация, творческой реализацией которой является идея своеобразного «натюрморта» подсознательных запрещенных желаний и сумеречных чувств. Образная структура этих «натюрмортов» содержит в себе не только развратное любопытство любовных игр сомнамбул, чей макабрический эротизм выходит за границы стереотипного понимания насилия и секса, но и утонченность, пораженных тленом, фантастических архитектурных пространств. Замкнутость персонажей на самих себе може рассматриваться, как рефлективное осознание себя, вызванное острым переживанием наслаждения через боль. Подольчак, как бы фиксирует этот момент кульминационного наслаждения от телесности, делая его нескончаемым, обрекая тем самым, своих развращенных героев на вечное одиночество. Одновременно, такой всеобъемлющий гедонизм, который ни перед чем не останавливается, декларирует полное отрицание существования жертвы, развивает его (гедонизма) праздничность (ритуальность) и театральность с присущими для Подольчака остроумием и избыточностью.

### Живопись и смешанная техника
В живописи Подольчака проблема телесности и осмотра чужого тела, становятся ведущими мотивами. Человеческое существо редуцировано художником до телесного уровня, а само тело превращено в предмет, лишенный всяких психологических атрибутов объект.
До начала 90-х годов в живописи использовал масляные краски, холст, картон. Картины, как правило, были небольших размеров (до 1 м), позже только акрил и холст на подрамниках. Размеры картин значительно увеличились (до 2,5 м). «Смешанная техника» — условное название для уникальной технологии — комбинации монотипии и акриловой живописи на бумаге с дальнейшим наклеиванием на холст. До середины 90-х работы, сделанные в этой технике выставлял под псевдонимом О. Сердюк.

### Графика

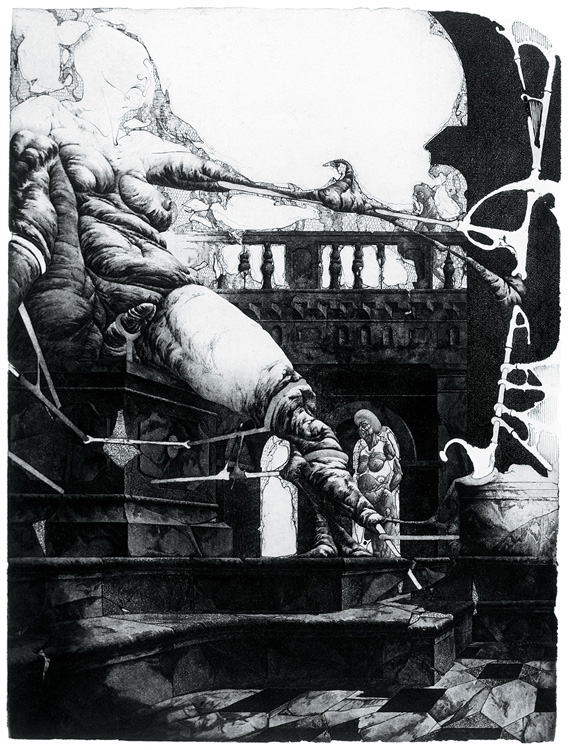
Большой Гермафродит. Офорт, 58х44 см

Станковой графикой занимается с 1981 года. В своих работах использует технику офорта, акватинты, гравюры, слепого травления, сухой иглы. Как правило, комбинирует все эти техники, достигая чрезвычайной глубины чёрного, широкого диапазона серого цвета, разнообразных фактур и рельефов. Работает на цинковых пластинах. Формат варьируется от миниатюры (2х3 см) до, что довольно необычно для техники интальо, больших размеров работ (50х40 см).

### Фотография

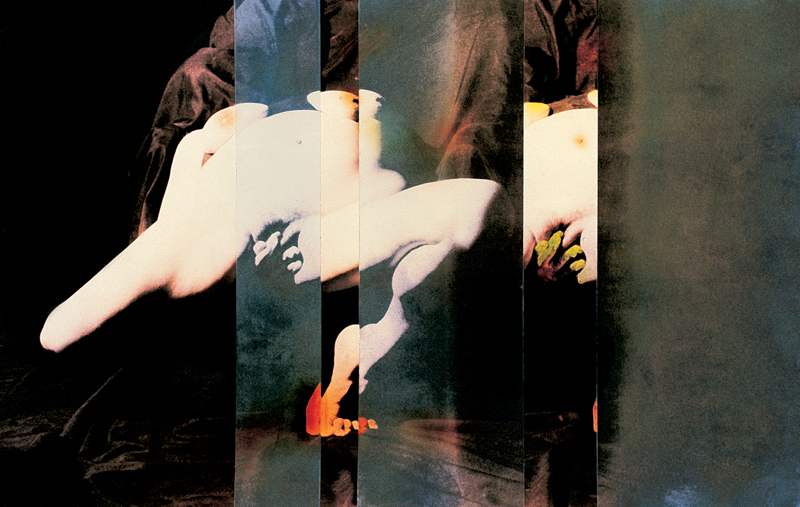
FO-47-1995, фото, 23.8x17.7 см

До 1996 года фотографию выставлял под псевдонимом Гор Гори. Фотографией начал заниматься ещё во время обучения в институте. В основном это были черно-белые фото, виражированные и раскрашенные анилиновыми красителями. Позже стал использовать технику соляризации. С 2000 года начал делать цветные фотографии. Съемки всегда постановочные, производятся в студии. Снимает как моделей, так и натюрморты. В основном использует среднеформатную камеру Mamiya RB67 с разнообразной оптикой. Часто использует цветной свет. Формат работ варьируется от 15 см до 1 м по длинной стороне. Фотографии Подольчака печатались в разных специализированный изданиях: элитарных («Scenario, The Art Photography Magazine», Великобритания), фетишистских («Secret», Бельгия) и, практически, порнографических («Nu»
, Италия).

### Книги
(Artist’s Books)
В 1992 году польское издательство «Correspondanse des Arts» (Лодзь) издало книгу «Якоб Беме» с оригинальными офортами Подольчака, интегрированными в ручночерпанную бумагу, длиной 8 метров. Книга имела большой успех на международных книжных ярмарках и была награждена Бронзовой медалью в конкурсе «Лучшая книга мира» на Франкфуртской книжной ярмарке 1994 года, «Walter Tiemann Prize» на Лейпцигской книжной ярмарке в том же году, отмечена наградой «Лучшая книга года» польским объединением книгоиздателей (Варшава) в 1992 году. Книга принимала участие в первой экспозиции Украины на Биеннале искусства в Сан-Паулу (1994). В 1995 году польское издательство «Музей арткниги» издало книгу Подольчака «Гільгамеш» с текстами Крейга Рейна..

### Фонд Мазоха
В 1991 год основал вместе с Игорем Дюричем и Романом Виктюком творческое объединение «Фонд Мазоха». Творчество объединения можно отнести к традиции европейского акционизма. «Фонд Мазоха» отметился рядом провокационных художественных акций в период с 1994 по 2004 год. На Украине («Последние гастроли на Украине» (1998), Беспредел с/мазохизма (1995), «Свежие газети для…» (1994), «Мавзолей для Президента» (1994)), России («Беспредел гуманизма» (1997, Владивосток, сопродюсеры Дмитрий Куликов и Тимофей Сергейцев) «Последний еврейский погром» («Галерея Гельмана»,Москва, 1995)) и Германии («С Днем Победы господин Мюллер» (Берлин, 1995)).

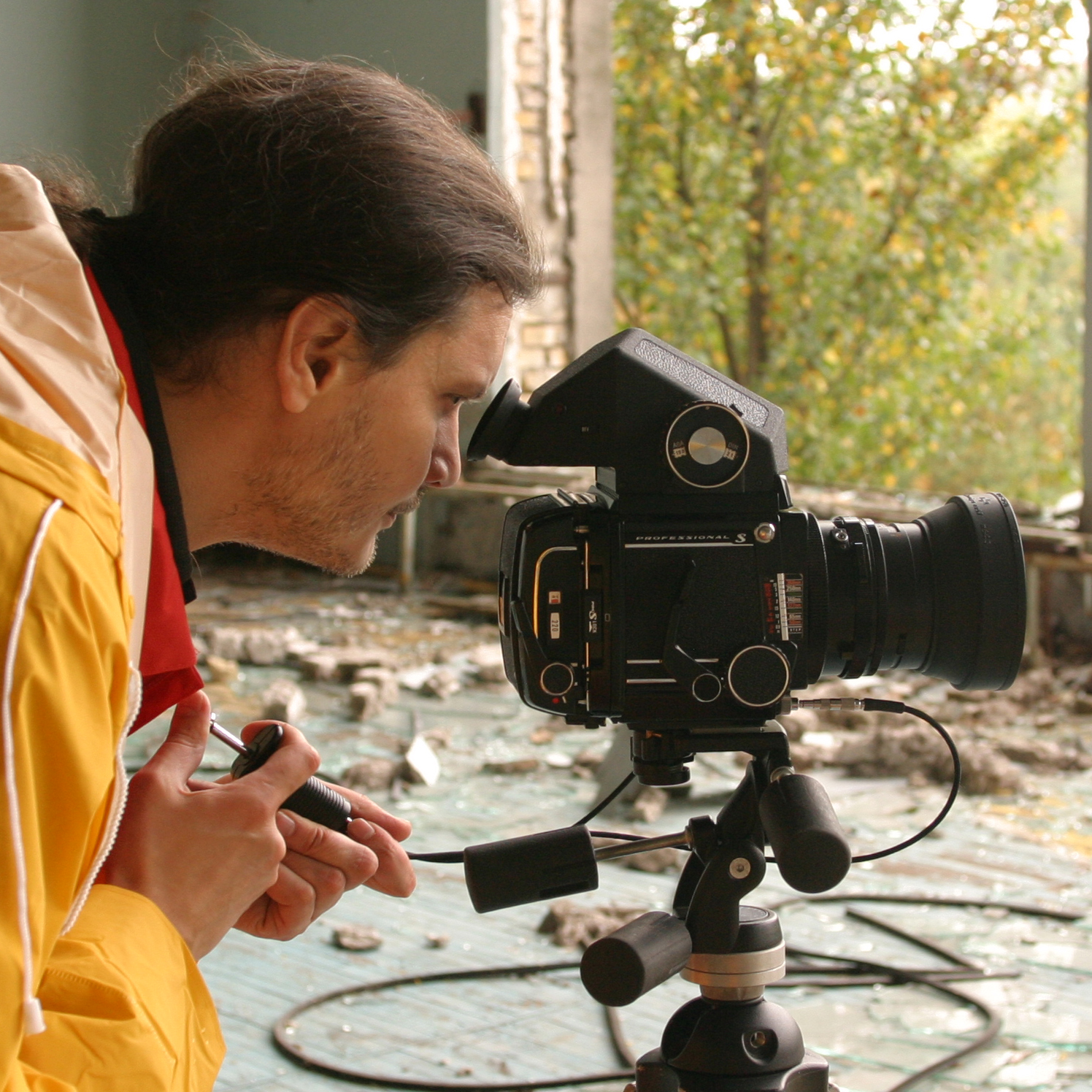
Игорь Подольчак, Чернобыль, 2004 год.

## Выставки и коллекции
Выставочную деятельность начал в 1985 году. Принимал участие в более чем 150 международных выставках, лауреат 25 из них в Канаде, США, Республике Корее, Латвии, Польше, Норвегии, Испании, Украине. В 1989—2011 годах состоялось 25 персональных выставки в Венеции, Лондоне, Майнце, Киеве, Мюнхене, Лодзе, Байройте, Брайдвуде (Австралия), Сеуле, Цфате (Израиль), Львове, Хобарте, Кадакесе, Париже, Конине, Познане, Гросс-Герау(Германия).
Одна из персональных выставок была первой в истории художественной выставкой в космосе, которая состоялась на российской орбитальной станции «Мир» 25 января 1993 года. Этот проект («Искусство в космосе») впервые представлял Украину в 1994 году (куратор Марта Кузьма) на Биеннале искусства в Сан-Паулу, Бразилия.
Произведения Подольчака находятся в 26 музеях и публичных коллекциях в Австралии, Боснии и Герцоговине, Великобритании, Израиле, Италии, Кубе, Македонии, Германии, Норвегии, Польши, России, США, Франции, Украины, Египта, в частности:
- Национальная библиотека Франции, Париж
- Музей Блок. Северо-западный университет. Эванстон, Иллинойс, США
- Британская библиотека, Лондон
- Замковый музей. Мальборк, Польша
- Музей Гутенберга, Майнц, Германия
- Музей современного искусства в Хайфе, (художественный музей Хайфы), Израиль
- Международная галерея портрета, Тузла, Босния и Герцоговина

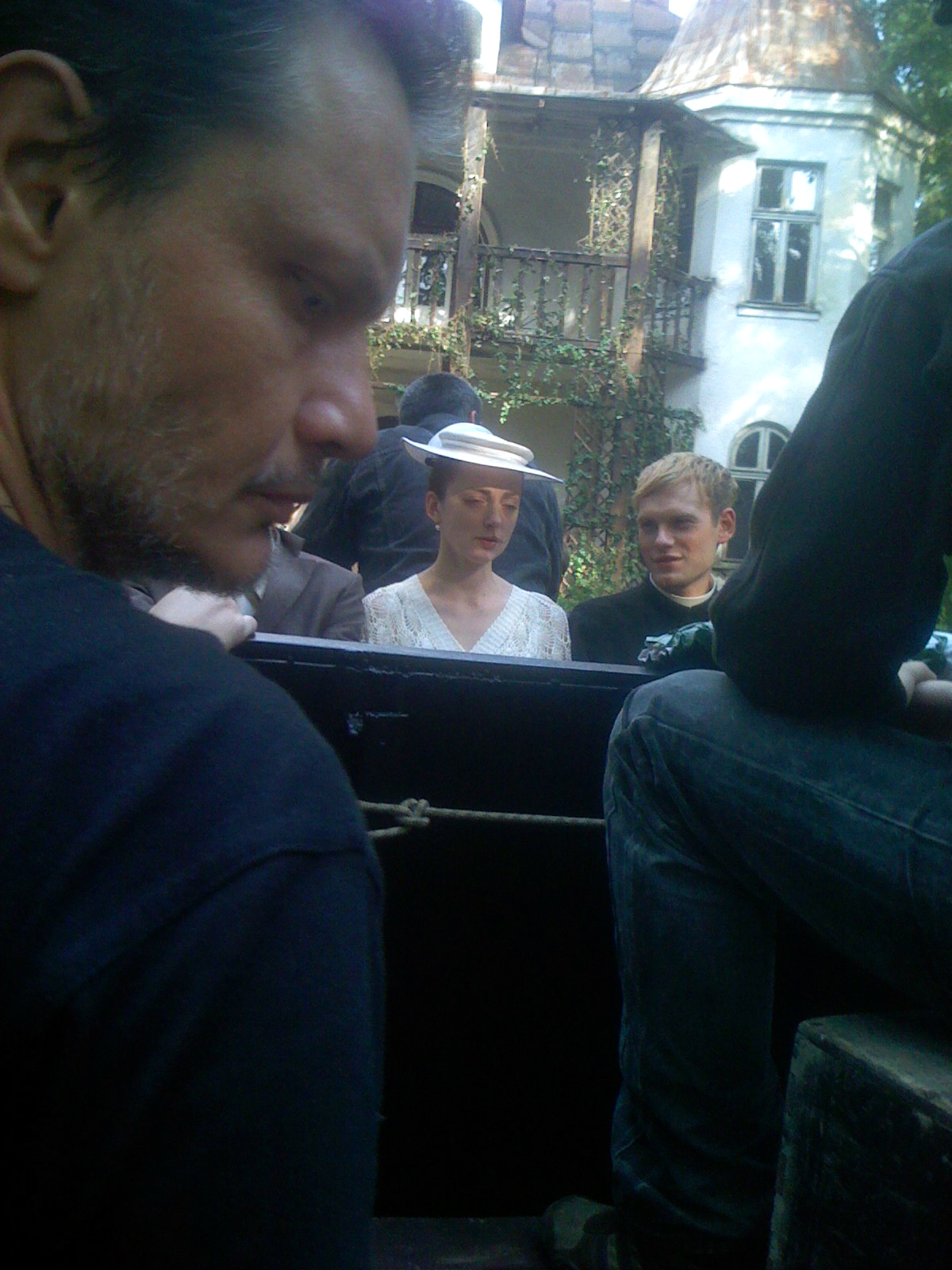
Игорь Подольчак, съемочная площадка фильма Delirium, пгт. Брюховичи, сентябрь, 2008

## Кураторские проекты
С 1990 по 1995 год активно занимался кураторской деятельностью. В основном организовывал выставки, сотрудничая со Львовским музеем истории религии, который предоставлял помещения и организационные ресурсы. Именно в этом музее Подольчак организовал первое на территории СССР Международное Биеннале графики «Интердрук» («Interprint»). Состоялось 2 выставки в (1989 и 1991 году). «Интердрук»
в 1991 году стал в ряд лучших в Европе графических выставок по качеству, количеству и географии представленных работ — более 190 участников из 43 стран мира. В 1992 году организовал ряд персональных выставок зарубежных художников и украинских художников за рубежом — «Украинские независымые художники», Нью-Йорк (1990); «Современная украинская графика», Фредрикшад, Норвегия (1991); «Современная международная графика» Москва (1991); ряд тематических выставок во Львове (современная британская, израильская и норвежская графика; современное американское искусство (1991)). В 1993 году провел мемориальную выставку «Бруно Шульц», в 1995 году выставку «Концептуальный проект памятника Мазоху», в которой принял участие Дмитрий Пригов). В 1998—1999 годах был реализован экспозиционно-издательский проект «Corpus Delicti. Пост-эротическая художественная фотография». В проекте принимали участие художники с Украины, Австрии, Великобритании, Франции и США. Сопродюсерами выступили Тимофей Сергейцев и Дмитрий Куликов.
В 2004 году (вместе с Игорем Дюричем), под вывеской «Институт актуальной культуры», организовал в Киеве «Время мецената» (благотворительный аукцион). Аукцион проходил в недостроенном здании Национального художественного музея Украины (строение находилось по улице Грушевского, тепер снесено). Проект ставил целью привлечь внимание общественности к проблеме формирования коллекции современного искусства периода Независимости, и делал попытку найти форму и возможность финансирования такой коллекции. В пректе приняли участие известные деятели искусства Украины — художники (Александр Гнилицкий, Виктор Марущенко, Сергей Братков, Анатоль Степаненко, Александр Ройтбурд, Павел Маков, Илья Чичкан), писатели (Юрий Андрухович, Юрий Покальчук), композитор (Александр Щетинский), режиссёры (Роман Виктюк, Юрий Ильенко, Андрей Жолдак, Олесь Санин, Дмитрий Богомазов). Несмотря на то, что некоторые критики «Времени мецената» довольно скептически, отнеслись к инициативе, организаторам все же удалось за деньги, полученные во время аукциона. приобрести произведения современных украинских художников и передать их в коллекцию Национального художественного музея Украины, как « Общественную коллекцию современнлого украинского искусства».

## Кинотворчество
Ярчайший представитель чистейшего артхауса в украинском кино – со специальным художественно-эстетским акцентом, имеющим безусловную основу в изобразительном, кураторском и акционном творчестве автора.

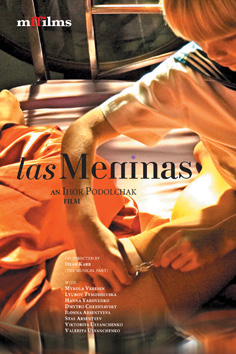
Плакат фильма Las Meninas

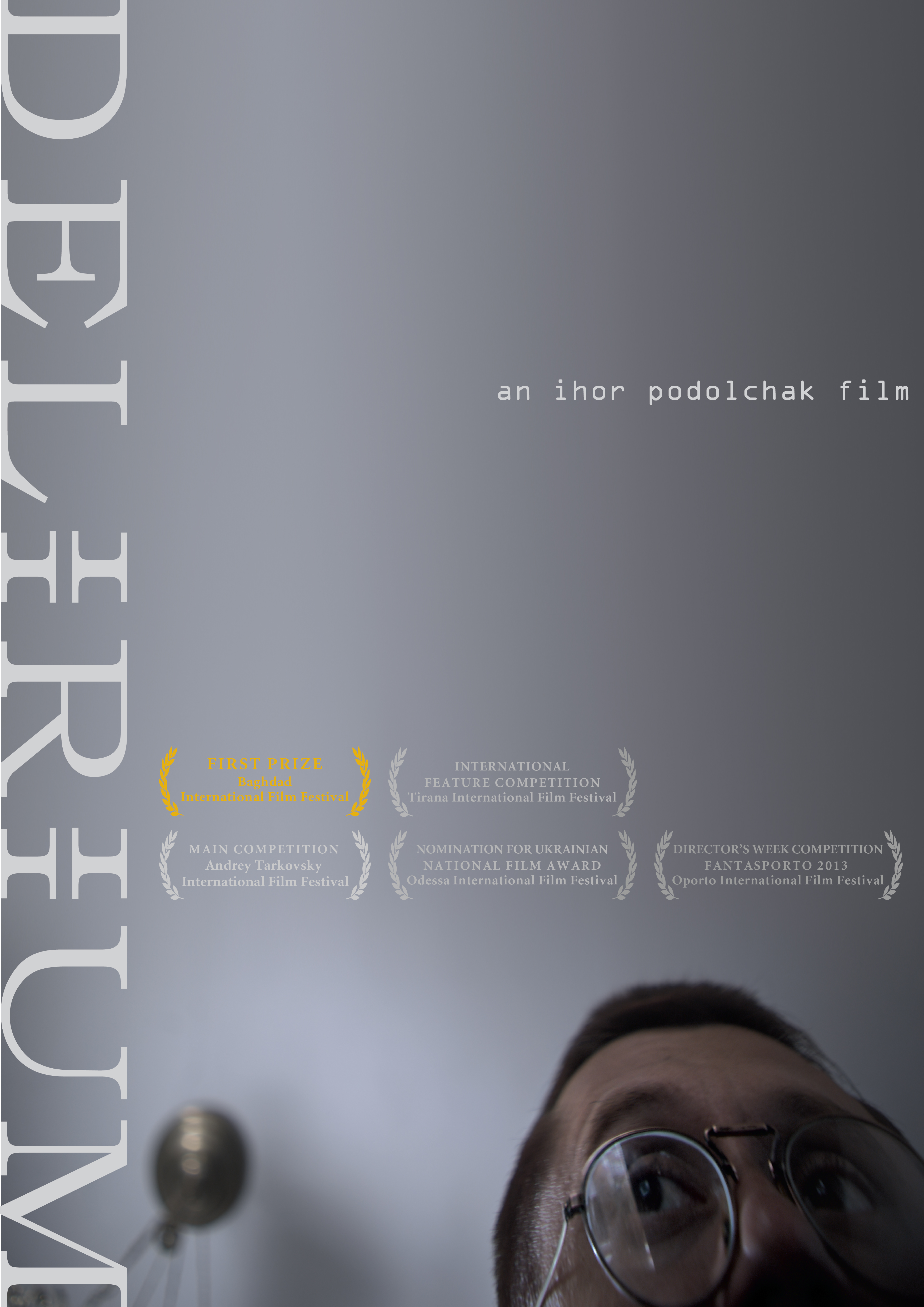
Плакат фильма Delirium

Для фильмов Игоря Подольчака характерны общие черты — уход от нарратива, антропология герметичных миров, выверенное построение кадра, неожиданные ракурсы съемки, свобода дизъюнктивных суждений и крайняя «диалектичность» в подходе к репрезентации пространства-времени. Подольчак использует, говоря словами Делёза, «кристаллический режим образа», когда «актуальное оторвано от своих моторных продолжений, реальное — от своих законных связей, а виртуальное, со своей стороны, отделяется от собственных актуализаций и обретает самостоятельную ценность». Пространства Las Meninas и Delirium едины в том, что они плотны, тяжелы для движения, смертельно утомляют как перемещающихся по ним героев, так и созерцающих их зрителей, что зеркально отражает время конца истории, его сомнамбулизм, бессилие, болезненность, безысходность.
Подольчака в первую очередь интересует человеческое сознание, отчего его работы напоминают болезненные сновидения, с юнгианскими мотивами и доминированием образа над словом. Причем сам режиссёр предпочитает сравнивать свои ленты с абстракцией в живописи и сторонится каких-либо однозначных трактовок .

### Las Meninas
Las Meninas (2008, Украина) — дебютный полнометражный фильм Игоря Подольчака. Мировая премьера состоялась на Роттердамском кинофестивале 25 января 2008 года в конкурсной программе.
На конец 2011 годах фильм принял участие в 28 международных кинофестивалях, в 10 из них — в конкурсной программе. Зарубежная критика определила фильм как актуальный «эстетский эксперимент» имеющий целью дальнейшее развитие современного киноязыка.
Российская премьера состоялась в официальной программе Московского кинофестиваля (2009). Украинская кинопремьера состоялась 9 июня 2009 года в рамках Фестиваля европейского кино в Киеве. В украинский кинопрокат фильм вышел 5 октября 2009 года. В рейтинге «Итоги украинского кинопроцесса — 2011», проведенном Бюро украинской киножурналистики и Национальным союзом кинематографистов Украины Las Meninas вошёл в двадцатку «Лучшие отечественные фильмы 1992—2011 годов.».

### Delirium
Delirium (2012 р., Украина, Чехия) — второй полнометражный фильм Подольчака. Съемки фильма проходили на протяжении 2008—2010 годов. В основу сценария фильма положена повесть «Индуктор» украинского писателя и журналиста Дмитрия Белянского. По версии Афіша@Mail.Ru фильм Delirium вошёл в рейтинг «Топ-10 украинских фильмов 2012 года».

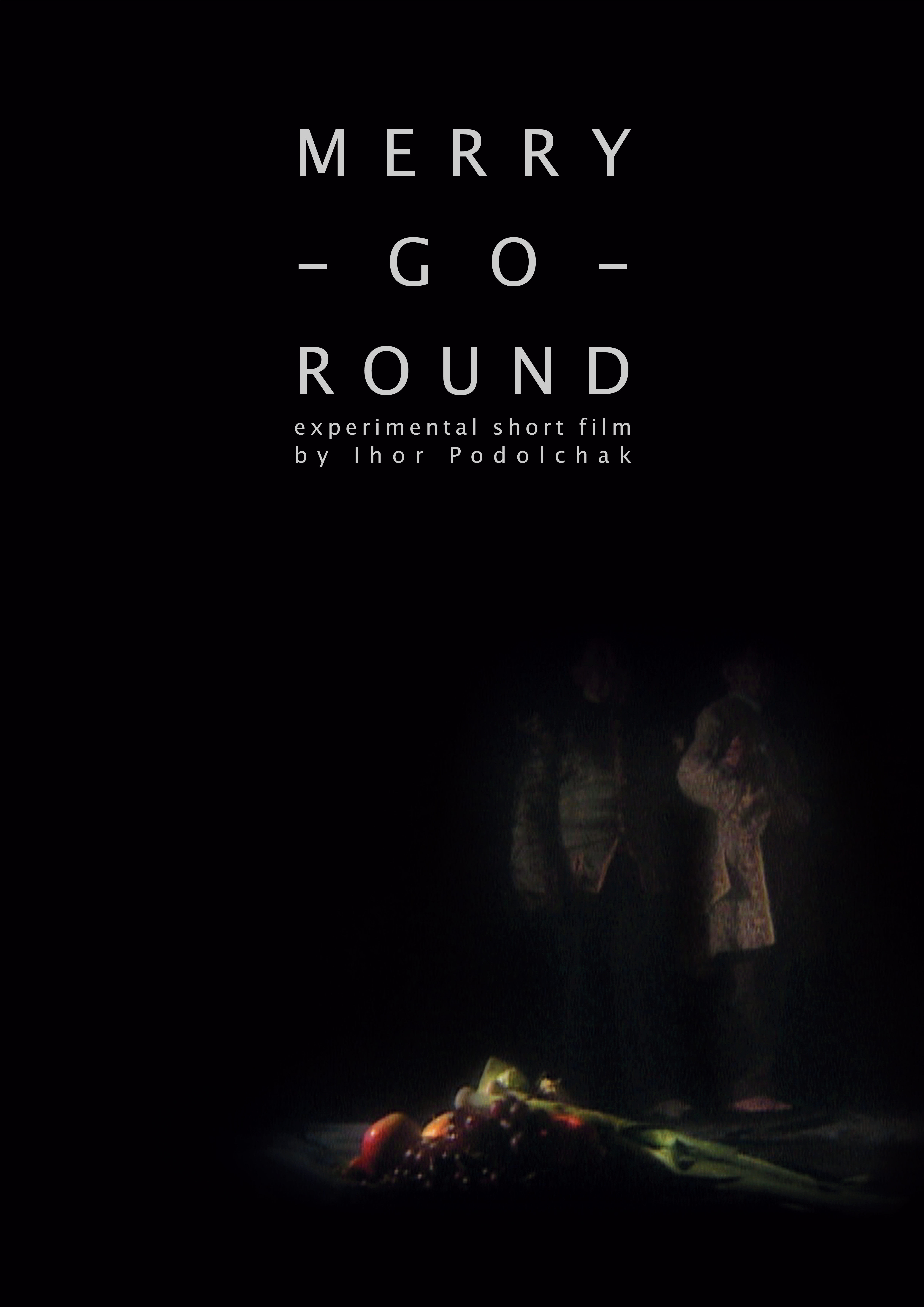
Плакат Merry-Go-Round

### Merry-Go-Round
Merry-Go-Round (2017 р., Украина, Польша. 5 мин.) — короткометражный художественный фильм. Продюсерами фильма вместе с Игорем Подольчаком были Игорь Дюрич, Лилия Млинарич; сопродюсерами: Максим Асадчий и Сергей Недзельский. Оператор постановщик — Сергей Михальчук, художник постановщик — Светлана Макаренко. Музыку к фильму создал Александр Щетинский. Мировая премьера фильма состоялась 9 июня 2017 года в Австралии в рамках МКФ в Перте «Revelation». Фильм был номинирован на приз за лучший украинский короткометражный фильм на Одесском Международном Кинофестивале.
Merry-Go-Round был показан в конкурсных программах на Fantasporto — Oporto International Film Festival (Португалия), Skepto International Film Festival (Италия) и в официальных программах на Brisbane Film Festival (Австралия), Braunschweig International Film Festival (Германия).

## Другая деятельность

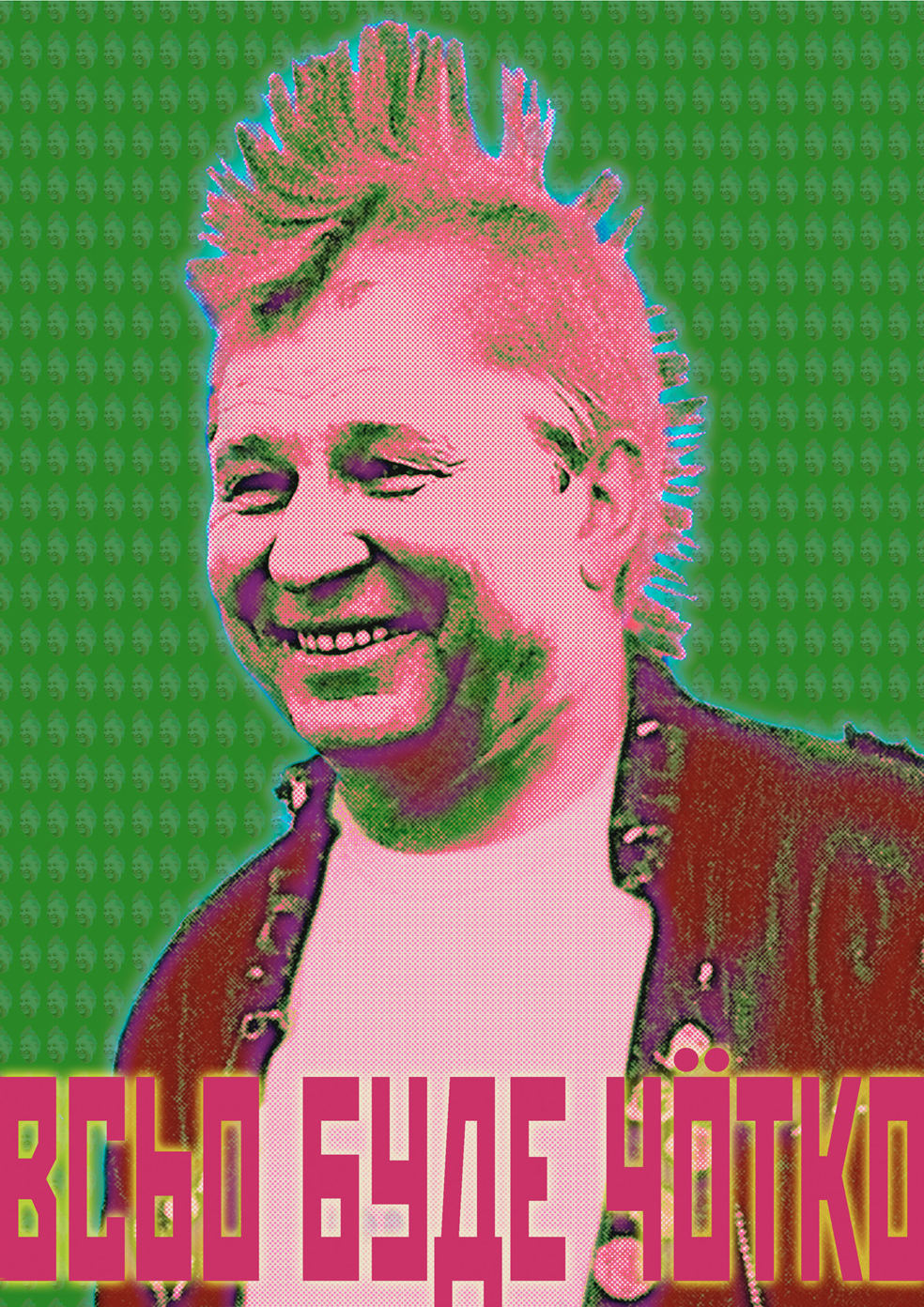
Плакат, выборы президента Украины, 1999

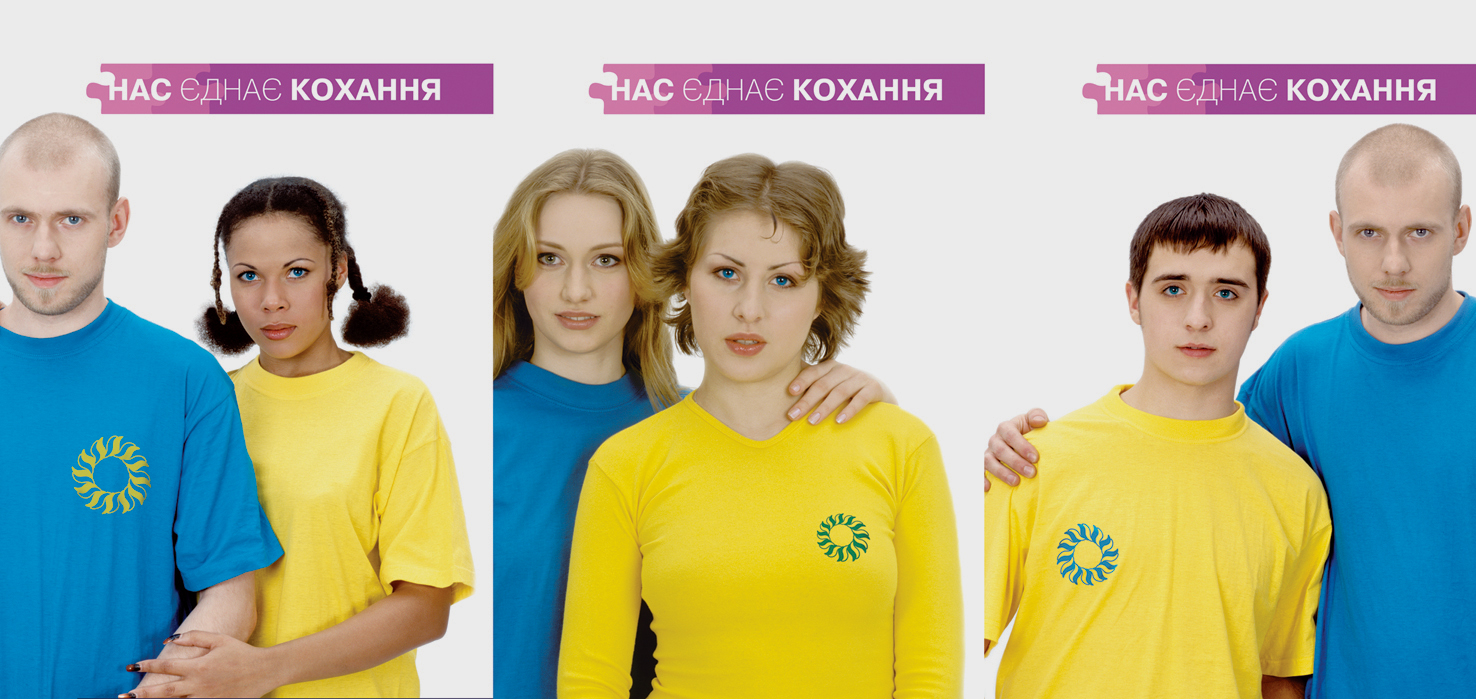
Плакаты, выборы в Верховную Раду Украины, 2002

С 1997 года занимался разработкой избирательных кампаний в Украине и России (1997 — выборы в Мосгордуму, выборы в облсовет, Владивосток). Автор (вместе с Игорем Дюричем) разработок имиджевой компоненты политических, избирательных кампаний на Украине (1999 — выборы Президента Украини (Л. Кучма), 2002 — выборы в Верховную Раду Украины («За единую Украину!»), 2002 — выборы в Верховную Раду Украины (кандидат в депутаты А.Сагура), 2004 — выборы Президента Украины (В. Янукович («Потому что…»), 2006 — в Верховную Раду Украины («Народный блок Литвина» («МЫ»), 2008 — выборы городского головы Киева (Виктор Пилипишин).
Классикой жанра политического плаката стали работы Подольчака «Всё будет хорошо» («Свадьба» (1999)), «А ты покупаешь украинское?» (1999), «Всьо буде чотко» («Кучма панк» (1999)). В 2002 году на выборах в Верховную раду Украины (блок «За единую Украину!») Подольчак и Дюрич, впервые в политической рекламе, использовали гомосексуальные мотивы (серия плакатов «Нас объединяет любовь»).
В рамках избирательных кампаний сотрудничал с Тимофеем Сєргейцевым, Дмитрием Куликовым, Вадимом Омельченко, Костем Бондаренко, Валерием Тодоровским, Олесем Саниним.
Был членом жюри международных выставок и фестивалей:
- 2011 Wiz-Art Международный фестиваль короткометражных фильмов. Львов[53]
- 1997 Bienal de San Juan del Grabado Latinoamericana у del Caribe, San Juan. Пуэрто-Рико
- 1996 Международное Триенале Искусства, Майданек, Польша
- 1988, 1990 «Интердрук». Международное Биенале Графики. Львов

В 1991 году читал лекции в университетах Тасмании (Хобарт, Ланцестон) и Мельбурна (Австралия).

## Избранные награды и номинации
Награды:
- 2013 «Первый Приз», Багдадский международный кинофестиваль[54]
- 1995 «Приз», Триеннале графического искусства. Фредрикштад, Норвегія
- 1990 «Награда латвийского союза художников», Триеннале миниатюрной графики, Рига
- 1990 «Первая награда за графику», Ежегодная художественная выставка, Мариета, Джорджия, США
- 1989 «Диплом», Международное биеннале искусства «Импреза», Ивано-Франковск
- 1988 «Prix Ex Aequo», Международное биеннале графики, Краков
- 1987 «Почетная медаль», Мылые формы графики, Лодзь[55]

Номинации:
- 2017 «Лучший украинский короткометражный фильм»[43], Одесский международный кинофестиваль
- 2013 «Украинская Национальная Кинопремия», Одесский международный кинофестиваль
- 2013 «Лучший режиссёр»[56] конкурс «Неделя режиссёров», Межнародный кинофестиваль «Фанташпорту», Порту, Португалия
- 2009 «Приз»[57], Кинофестиваль в Триесте.
- 2008 «Tигр»[58], Роттердамский кинофестиваль.
- 2008 «Приз ФИПРЕССИ», Международный кинофестиваль Трансильвания, Румыния
- 2008 «Приз — Восточная панорама»[59], Международный кинофестиваль «Артфильм», Словакия